# Peppermint Patty
Peppermint Patty je fiktivni lik iz stripa Peanuts Charlesa M. Schulza.
U stripu se pojavila 22. kolovoza 1966. Godinu kasnije se pojavila na TV u specijalu You're in Love, Charlie Brown. 
Charlia Browna naziva "Chuck", a Lucy "Lucille".